# Папикян, Размик Арсенович
Размик Арсенович Папикян (род. 12 сентября 1999, Ереван) — армянский борец вольного стиля Двукратный вице чемпион Европы среди молодёжи. Мастер спорта международного класса.

## Биография
Размик Папикян родился 12 сентября 1999 года в Ереване.
Размику Папикяну соответствующими распоряжениями президента и министра Республики Армения присвоено звание мастера спорта.
Размик Папикян достиг своего первого серьезного достижения на международной арене в 2016 году, когда он весил 46 кг на чемпионате Европы по вольной борьбе среди юношей до 18 лет в Стокгольме, Швеция.
В 2019 году в возрасте 20 лет он стал победителем Армении в весовой категории до 61 кг в весовой категории.
Размик выиграл несколько важных международных соревнований.
Победитель чемпионата Армении по вольной борьбе 2020 года в весовой категории до 61 кг.
С 2021 года Размик Папикян перешёл на ММА.
Интервью.

## Достижения
Победитель молодёжного чемпионата Армении 2015—2016 гг.
Серебряный призер чемпионата Европы среди юношей до 18 лет в 2016 году.
Победитель в молодежных чемпионатах среди юношей до 23 лет 2019.
Победитель чемпионата Армении среди взрослых 2019, 2020.
Участник Кубка мира 2020 года в Белграде (проиграл схватку за 3-е место в категории до 61 кг).
Вице-чемпион молодёжного U23 чемпионата Европы 2021.